# آزادی (رمان)
آزادی (انگلیسی: Freedom) نام رمانی از جاناتان فرنزن است که در سال ۲۰۱۰ منتشر شد. این کتاب با اقبال بسیار خوبی از جانب منتقدان روبرو شد و بسیاری از انتشاراتی‌ها آن را در زمره بهترین رمان‌های سال ۲۰۱۰ قرار دادند. حتی برخی مدعی شدند که در آینده رمان «آزادی» فرنزن همان نقش و جایگاهی را پیدا می‌کند که امروزه جنگ و صلح اثر تولستوی دارد. این شاهکار با ترجمه شیما بنی علی توسط نشر علمی منتشر شده است.